# Радостув (Свентокшиське воєводство)
Радостув (пол. Radostów) — село в Польщі, у гміні Ракув Келецького повіту Свентокшиського воєводства.
Населення — 155 осіб (2011).
У 1975-1998 роках село належало до Келецького воєводства.

## Демографія
Демографічна структура на день 31 березня 2011 року:
|          | Загалом | Допрацездатний вік | Працездатний вік | Постпрацездатний вік |
| -------- | ------- | ------------------ | ---------------- | -------------------- |
| Чоловіки | 80      | 18                 | 51               | 11                   |
| Жінки    | 75      | 17                 | 33               | 25                   |
| Разом    | 155     | 35                 | 84               | 36                   |